# 盲学校及聾唖学校令
盲学校及聾唖学校令（もうがっこうおよびろうあがっこうれい）は、近代日本の盲学校と聾唖学校について定めた勅令である。

## 歴史
盲唖学校という言葉が勅令に初めて登場するのは（第二次）小学校令（明治23年勅令第215号）で、盲唖学校は小学校に準ずる扱いであった。小学校教育の普及により、盲教育・聾教育に関しても普及・充実が求められるようになった。そのためには盲唖学校にとって不十分な小学校に準じた扱いを改め、盲唖学校単独の学校令を制定することが盲教育・聾教育従事者から国に請願されるようになった。これを受け文部省は盲唖学校令制定の準備に着手し、1923年（大正12年）8月28日に「盲学校及聾唖学校令」として制定、翌1924年（大正13年）4月1日に施行した。
この勅令の制定により、盲学校・聾唖学校は学校教育としての体制を確立し、急速に発展するようになった。

## 内容
全10条および附則からなる。
- 「盲学校は盲人に、聾唖学校は聾唖者に普通教育を行い、その生活に必要な特殊の知識技能を授けること」を目的とする。
- 道府県による盲学校および聾唖学校の設置義務を明文化。
- 設置者は国（官立）、道府県だけではなく、市町村・市町村学校組合・町村学校組合（以上公立）・私人（私立）も可能とした。 
  - 道府県立学校の設置が不可能な場合、当分の間道府県立以外の公立もしくは私立の学校を道府県立学校の代用とすることもできた（文部大臣の認可が必要）。 代用も不可能の場合、本令施行後7年間、設置を延期することも可能。
  - 当分の間、小学校に盲学校・聾唖学校の学科を併置することもでき、その場合は盲学校・聾唖学校と見なされるとした。
- 公立・私立に関わらず、設置・廃止には文部大臣の認可が必要。
- 原則、初等部と中等部の設置を規定（特別な事情がある場合はどちらか一方の設置が可能）。 予科・研究科・別科の設置も可能。
- 文部大臣が定める事項
  - 官立（国立）- 修業年限、入学資格、学科・学科目およびその程度、予科、研究科、別科に関する規程。
  - 公立・私立　- 設置・廃止、修業年限、入学資格、学科・学科目およびその程度、予科、研究科、別科、教員資格、編成、設備に関する規程。
- 公立・私立の教科書は学校長が地方長官の認可を経たうえで定める。
- 入学料・授業料
  - 公立の初等部・予科 - 無料。
  - 上記以外 - 徴収する場合には公立学校は地方長官が、私立学校は設立者が、文部大臣の認可を経てその額を定める。

## 廃止
- 学校教育法の施行により、1947年（昭和22年）4月1日に廃止された。

## 関連法規
- 公立私立盲学校及聾唖学校規程（大正12年8月文部省令第34号）